# (14566) Hokuleʻa
(14566) Hokuleʻa est un astéroïde de la ceinture principale.

## Description
(14566) Hokuleʻa est un astéroïde de la ceinture principale. Il fut découvert le 19 juin 1998 à la station Anderson Mesa par le programme LONEOS. Il présente une orbite caractérisée par un demi-grand axe de 2,61 UA, une excentricité de 0,26 et une inclinaison de 10,6° par rapport à l'écliptique.

## Compléments